# Bipuncticoris olearinus
Bipuncticoris olearinus är en insektsart som beskrevs av Alan C. Eyles och Carvalho 1995. Bipuncticoris olearinus ingår i släktet Bipuncticoris och familjen ängsskinnbaggar. Inga underarter finns listade i Catalogue of Life.